# Iridaceae
Iridaceae este o familie de plante din ordinul Liliales, după Sistemul Cronquist sau din ordinul Asparagales, după Sistemul APG III.
Familia întrunește plante erbacee sau cu tulpini slab lignificate, cu rizomi sau cu bulbotuberculi. Frunzele sunt ensiforme sau îngust-liniare. Florile sunt  actinomorfe sau zigomorfe, bisexuate, cu perigon din 6 tepale dispuse câte 3 în 2 verticile, spre bază gamotepale, petaloide. Posedă 3 stamine, geniceu tricarpelar, inferior, cu ovar triocular. Fruct - bacă loculicidă. 
Reprezentanții familiei se întâlnesc în tropicală, temperarată și glacială. În România sunt circa 30 de specii, în Republica Moldova - 12 specii. 

## Genuri
După ITIS
- Alophia Herb.
- Aristea Aiton
- Calydorea Herb.
- Chasmanthe N.E. Br.
- Crocosmia Planch.
- Crocus L.
- Eleutherine Herb.
- Freesia Eckl.
- Gelasine Herb.
- Gladiolus L.
- Herbertia Sweet
- Homeria Vent.
- Iris L.
- Ixia L.
- Libertia Spreng.
- Moraea Mill.
- Nemastylis Nutt.
- Neomarica Sprague
- Olsynium Raf.
- Romulea Maratti
- Sisyrinchium L.
- Sparaxis Ker Gawl.
- Tigridia Juss
- Trimezia Salisb.
- Watsonia Mill.

## Legături externe
- Iridaceae, apps.kew.org
- Iridaceae Arhivat în 12 octombrie 2007, la Wayback Machine., delta-intkey.com
- Iridaceae, erick.dronnet.free.fr
- Iridaceae, ars-grin.gov
- Iridaceae, topwalks.net